# Ребаб
Реба́б, рабаб (араб. ربابة‎) — одно-двухструнный смычковый (иногда щипковый) инструмент арабского происхождения, с почти круглым корпусом и круглым небольшим отверстием для резонанса на деке.
Ребаб поэтов — «ребаб-эш-шаер» — имеет одну струну. Диапазон — от ре до си бемоль в первой октаве. Ребаб певцов — «ребаб-эль-моганни» имеет две струны. Диапазон от ля в малой октаве до ля в первой. Играют смычком, держа ребаб на коленях. Ребаб служит для аккомпанемента к декламации или пению однообразной мелодической фигурой. В арабском оркестре ребаб не встречается.
Ребаб был заимствован в Европу в XII в. под названием ребек. В Турции существует ребаб трёхструнный. У персов инструмент, схожий с ребабом называется «рабет барбитус».
Разновидности ребаба под разными названиями встречаются у различных народов Востока, Средней Африки, а также Испании, со своими традициями в устройстве инструмента и исполнения мелодии.

## Галерея

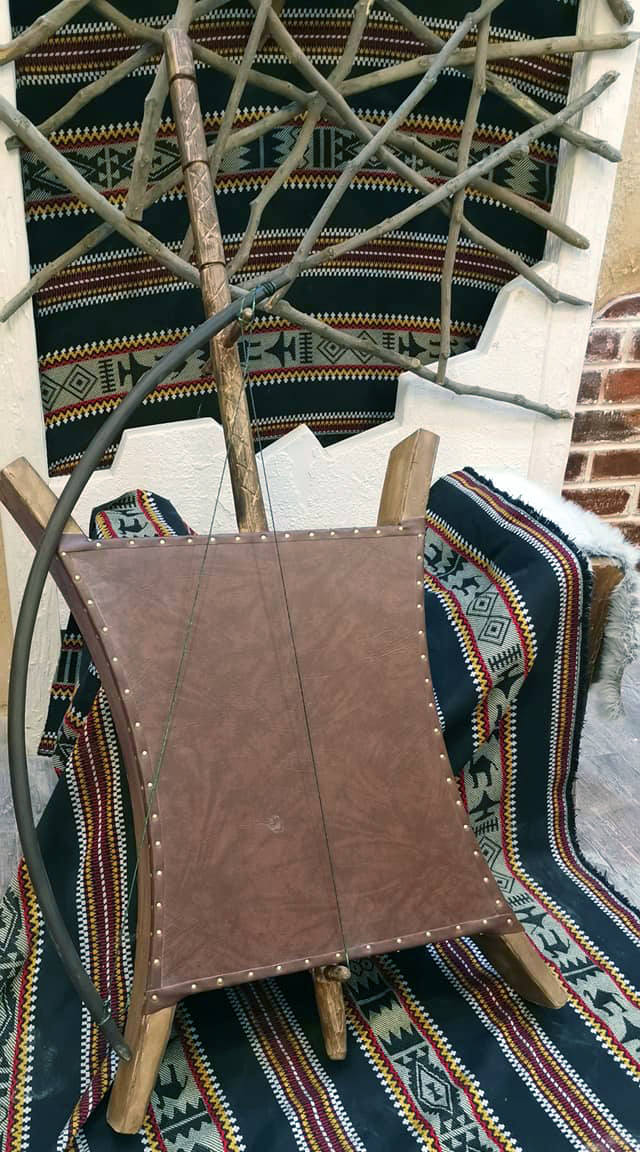
Ребаб из Йемена
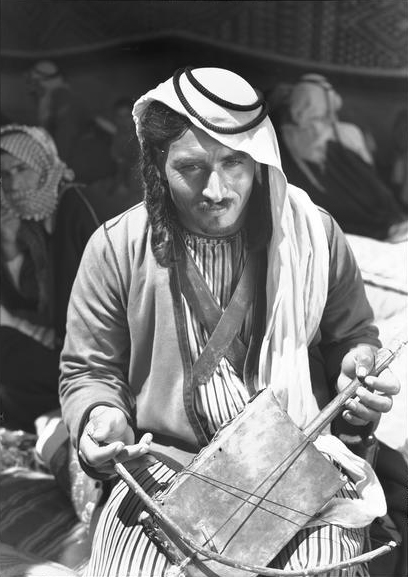
Бедуин играет на ребабе во время Второй мировой войны
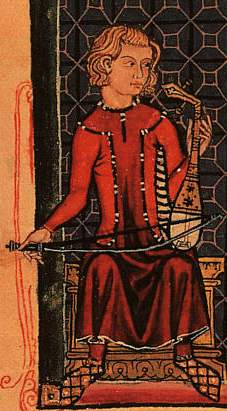
Играющий на ребабе
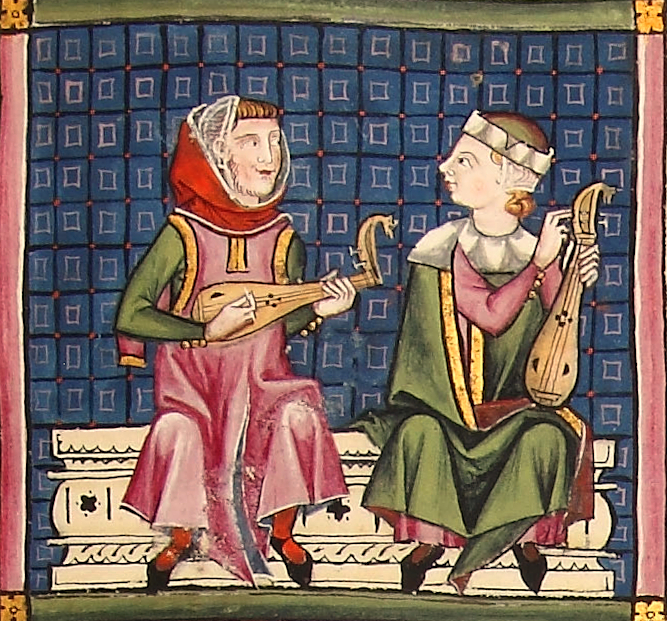
Щипковые ребабы
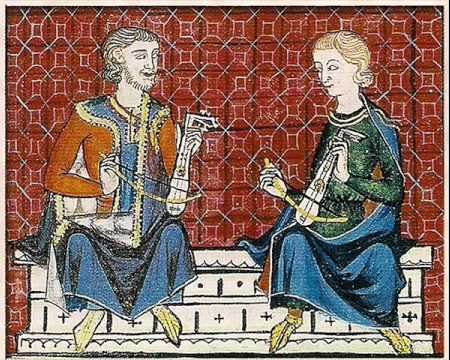
Смычковые ребабы
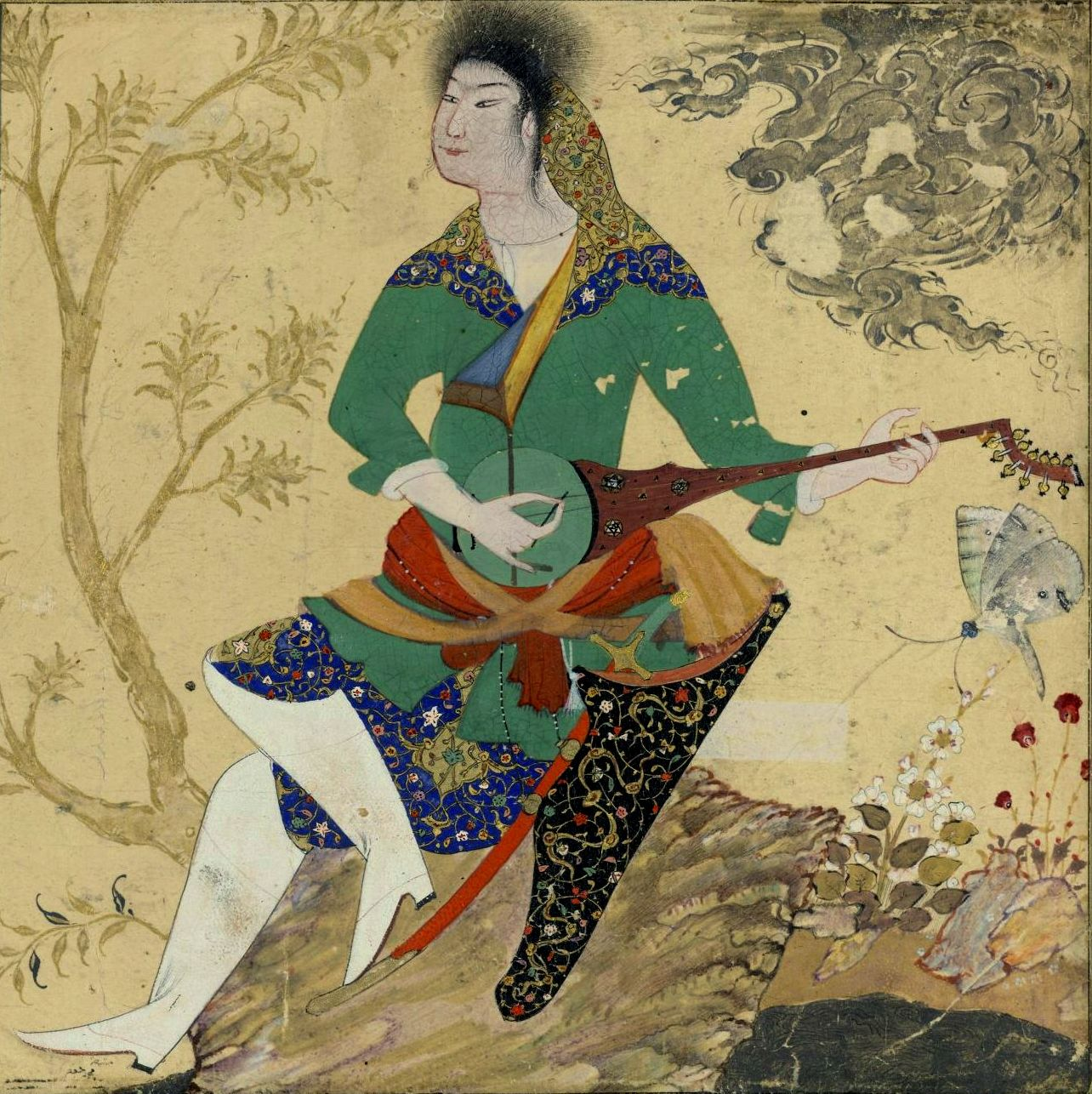
Музыкант с ребабом, ок. 1590 г. Персидская миниатюра, Британский музей
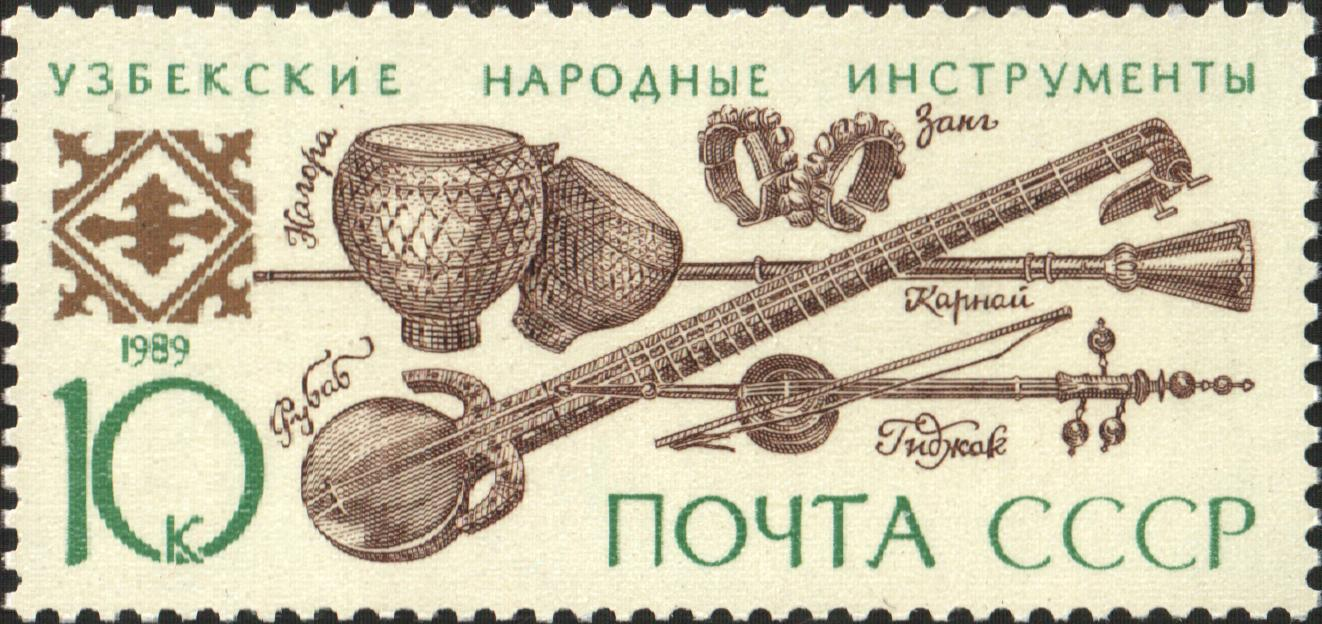
На почтовой марке СССР